# 2024 au Bangladesh
Chronologie du Bangladesh
- 2020
- 2021
- 2022
- 2023
- 2024
- 2025
- 2026
- 2027
- 2028

2024 au Bangladesh répertorie les évènements marquants de l'année 2024 au Bangladesh.

## Événements

### Janvier
- 7 janvier : 
  - élections législatives : les électeurs choisissent les membres du Jatiya Sangsad au milieu d'un boycott des partis d'opposition[1].
  - Un incendie dans le camp de réfugiés de Kutupalong laisse sans abri près de 7 000 réfugiés rohingyas et détruit des centaines d'abris et d'installations[2].

### Février
- 29 février : au moins 44 personnes sont tuées dans l'incendie d'un immeuble à Dacca[3].

### Juin
- 6 juin : début du Mouvement de réforme des quotas au Bangladesh en 2024[4].
- 19 juin : les fortes pluies de mousson provoquent des glissements de terrain, tuant au moins 9 personnes, en blessant plusieurs autres et en déplaçant des millions[5].

### Juillet
- 9 juillet : 26 personnes sont accusées de délits environnementaux pour l'abattage de 560 acres de forêt côtière de Sonadia à des fins commerciales[6].
- 15 juillet : manifestations de 2024 au Bangladesh : au moins 25 personnes sont tuées et au moins 100 autres sont blessées lors d'affrontements à l'échelle nationale entre des manifestants exigeant la fin d'un système de quotas dans la fonction publique, ce système de quotas est censé favoriser les partisans du gouvernement et de la Bangladesh Chhatra League de Awami au pouvoir, ainsi que les forces de sécurité[7].
- 18 juillet : manifestations de 2024 au Bangladesh : des manifestants ont incendié le siège de la chaîne de télévision publique Bangladesh Television à Dacca[8]. On dénombre au moins 32 morts[9].

### Août
- 5 août : démission de la Première ministre Sheikh Hasina.
- 6 août : Muhammad Yunus est nommé chef du gouvernement intérimaire.

## Décès
- 5 juillet : Ziaur Rahman, joueur d'échecs
- 17 juillet : Sigma Huda, avocate
- 19 septembre : Bimal Kar, footballeur
- 5 octobre : A. Q. M. Badruddoza Chowdhury, président de la république populaire
- 16 octobre : Matia Chowdhury, femme politique
- 16 novembre : Mohammad Fazlul Karim, juriste
- 24 novembre : Mohammad Ruhul Amin, juge
- 20 décembre : A. F. Hassan Ariff, avocat